# Římskokatolická farnost Lomnice u Tišnova
Římskokatolická farnost Lomnice u Tišnova je územní společenství římských katolíků v tišnovském děkanství s farním kostelem Navštívení Panny Marie.

## Území farnosti
- Lomnice s kostelem Navštívení Panny Marie a s kaplí svatého Antonína Paduánského
- Běleč s kaplí Božského Srdce Páně
- Brumov s kaplí Nanebevzetí Panny Marie
- Brusná s kaplí sv. Jana Nepomuckého a Mariánskou kaplí
- Ochoz u Tišnova s kaplí sv. Františka z Assisi
- Osiky s filiálním kostelem svatého Stanislava a s kaplí sv. Filumeny
- Rašov s filiálním kostelem svatého Jakuba Staršího
- Řepka s kaplí Panny Marie Pomocnice
- Strhaře s kaplí Panny Marie Růžencové
- Synalov s kaplí andělů strážných
- Šerkovice s kaplí sv. Cyrila a Metoděje a kaplí sv. Anny
- Veselí s kaplí Panny Marie Karmelské
- Zhoř s kaplí sv. Cyrila a Metoděje
- Žleby

## Duchovní správci
Farářem je od srpna 2006 R. D. Ervín Jansa.

## Bohoslužby
| Kostel                 | Místo   | Bohoslužba (den)            | Hodina | Poznámka        |
| ---------------------- | ------- | --------------------------- | --- | --------------- |
| Navštívení Panny Marie | Lomnice | neděle středa čtvrtek pátek | 9.30 17.30 (zima)/18.30 (léto) 8.00 17.30 (zima)/18.30 (léto) | farní kostel    |
| svatého Stanislava     | Osiky   | neděle úterý čtvrtek pátek  | 11.00 (jednou za 14 dnů, střídá se s Rašovem) 17.30 ("zimní" čas)/18.30 (letní čas) 17.30 ("zimní" čas)/18.30 (letní čas) jednou za 14 dnů, střídá se s Brumovem) | filiální kostel |

## Aktivity farnosti
- Klub maminek
- Katecheze dospělých
- Farní knihovna
- Farní klub
- Mrňavá schola, Malá schola, Velká schola
- Spolčo

Na území farnosti se koná Tříkrálová sbírka. Při sbírce v roce 2016 se vybralo jenom v Lomnici 37 115 korun. O rok později dosáhl výtěžek sbírky v Lomnici 46 136 korun.